# Flügelschuhe

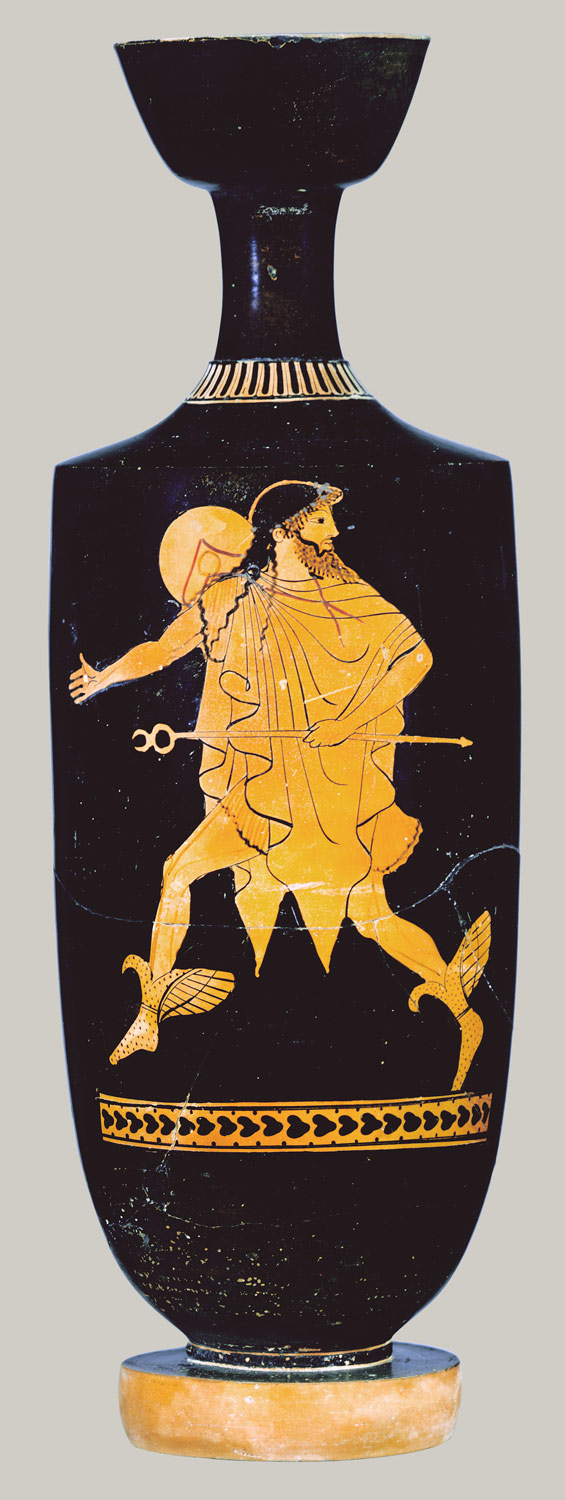
Eine Hermes-Darstellung auf einer rotfigurigen Lekythos, ca. 480–470 v. Chr., New York, Metropolitan Museum of Art

Flügelschuhe (altgriechisch πτερόεντα πέδιλα pteróenta pédila; lateinisch tālāria) sind in der griechischen Mythologie die Attribute des Hermes bzw. Mercurius und des Perseus.

## Bei Hermes
Weil der Gott Hermes mit seinen Flügelschuhen fliegen konnte, galt er als der Götterbote und wurde u. a. als Schutzgott der Reisenden angesehen. Er wird häufig, neben den Flügelschuhen, mit einem (geflügelten) Hut und einem Stab dargestellt. Die Flügelschuhe werden häufig als ledern beschrieben. Homer nennt sie golden und „unsterblich“.

## Bei Perseus

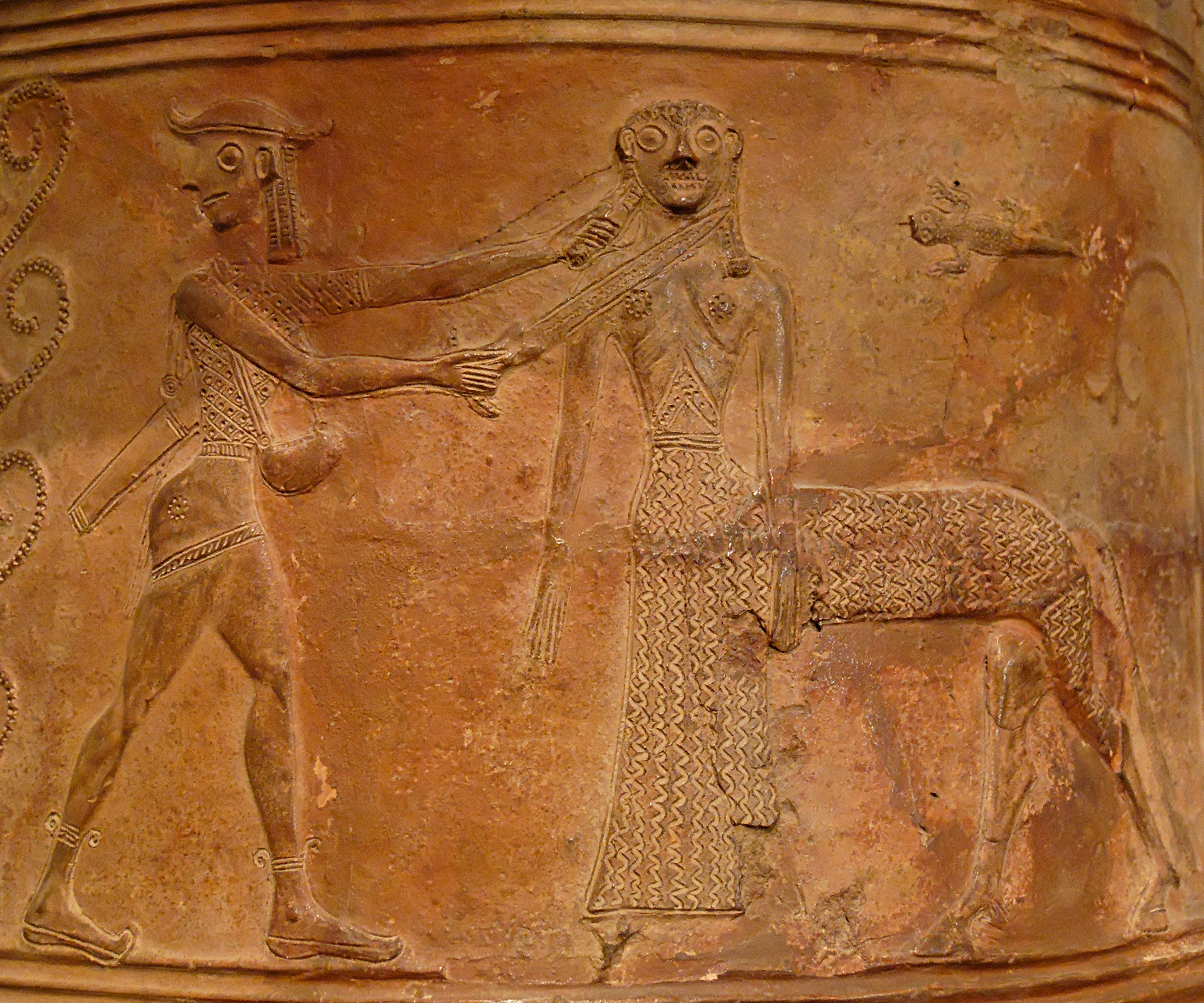
Eine der ältesten bekannten Darstellungen von Perseus mit den Flügelschuhen, während er Medusa den Kopf abschlägt, Pithos, ca. 660 v. Chr., Paris, Musée du Louvre

Perseus, der Sohn des Zeus und der Danaë, wird in der Kunst und Literatur oft mit den Flügelschuhen, der Kappe des Hades und dem Sichelmesser bzw. Schwert dargestellt. Seine Körperbildung ähnelt häufig der des Hermes.
Die Sagen berichten Unterschiedliches über die Herkunft von Perseus’ Flügelschuhen. Anlass ist in jedem Fall die ihm aufgetragene Aufgabe das Haupt der Gorgone Medusa abzuschlagen. Nach den Erzählungen von Pherekydes und in der Bibliotheke des Apollodor bekommt Perseus die Flügelschuhe von den Nymphen, als Dank dafür, dass er sie von dem Gestank der Graien, den Schwestern der Gorgonen, befreit hat. In den Werken von Gaius Iulius Hyginus und Nonnus von Panopolis ist beschrieben, dass Perseus die Flügelschuhe von Hermes bekommt.
Mit dieser Ausrüstung flog Perseus nach dem Okeanos, wo er die Gorgonen schlafend antraf und schließlich durch Geschick Medusa enthauptete. Die Flügelschuhe benutzte Perseus schließlich noch zur Flucht vor den beiden Schwestern der Medusa. Er flog mit Hilfe der Rüstung zu Atlas und verwandelte ihn in Stein, nachdem dieser ihm das Gastrecht verwehrte. Zuletzt benutzt Perseus die Flügelschuhe, um die Königstochter Andromeda vor einem Ungeheuer zu retten und sie letztlich zur Frau zu nehmen. Danach, so steht es in der Bibliothek, habe Perseus die Flügelschuhe an Hermes zurückgegeben, der sie wiederum den Nymphen zur Aufbewahrung übergab.